# أفعى نمرة

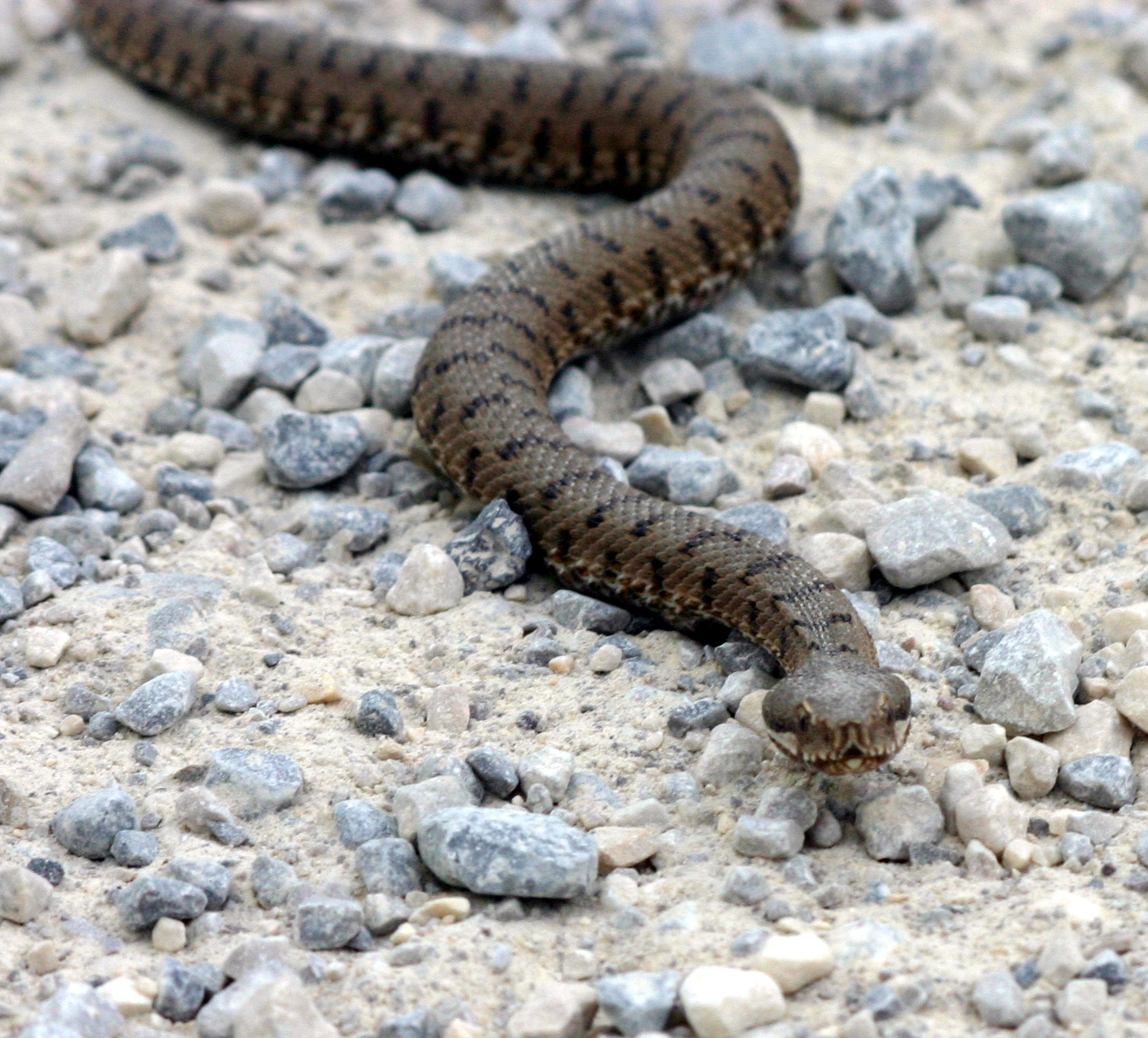
الأفعى النمرة

الأفعى النَمِرَة أو الغَطْرَب هو نوع من الأفعى موجود في جنوب غرب أوروبا. مثل كل الأفاعي الأخرى، فهي سامة. يمكن أن تكون لدغات هذا النوع أكثر شدة من لدغات الأفعى الأوروبية الشائعة؛ لا يمكن أن تكون مؤلمة للغاية فحسب، ولكن ما يقرب من 4٪ من جميع اللدغات غير المعالجة تكون قاتلة.

## معرض صور

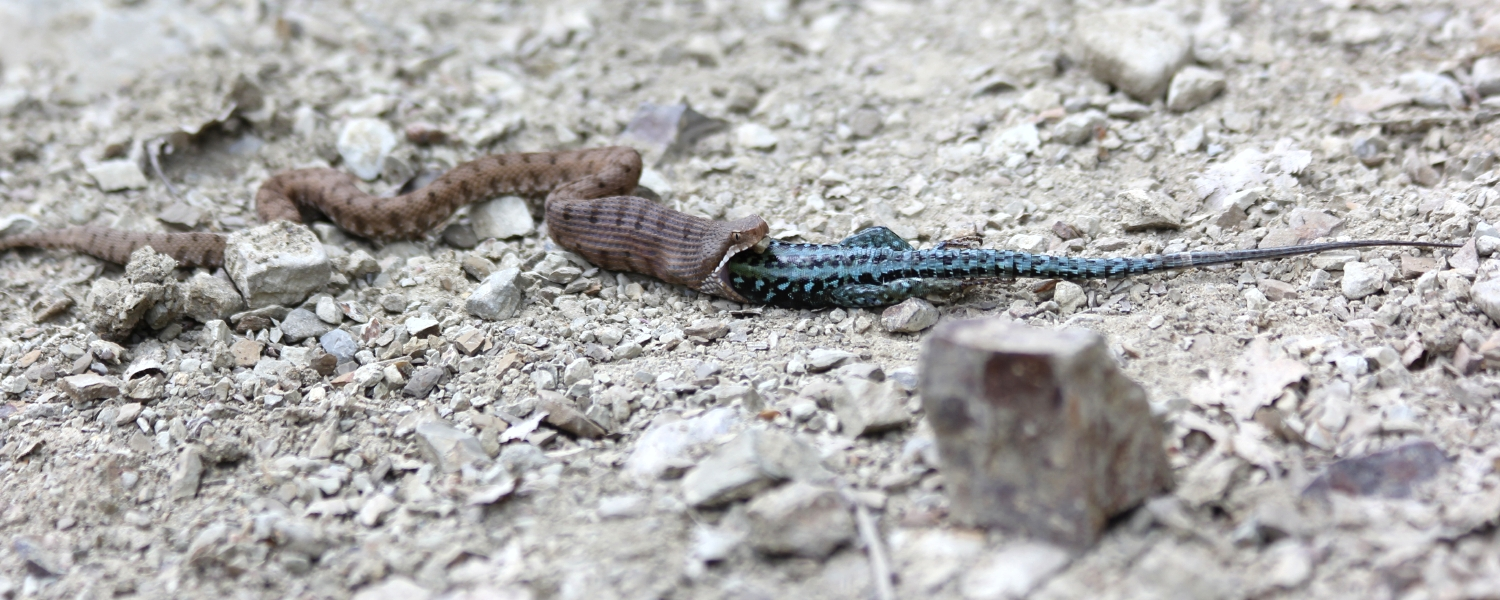
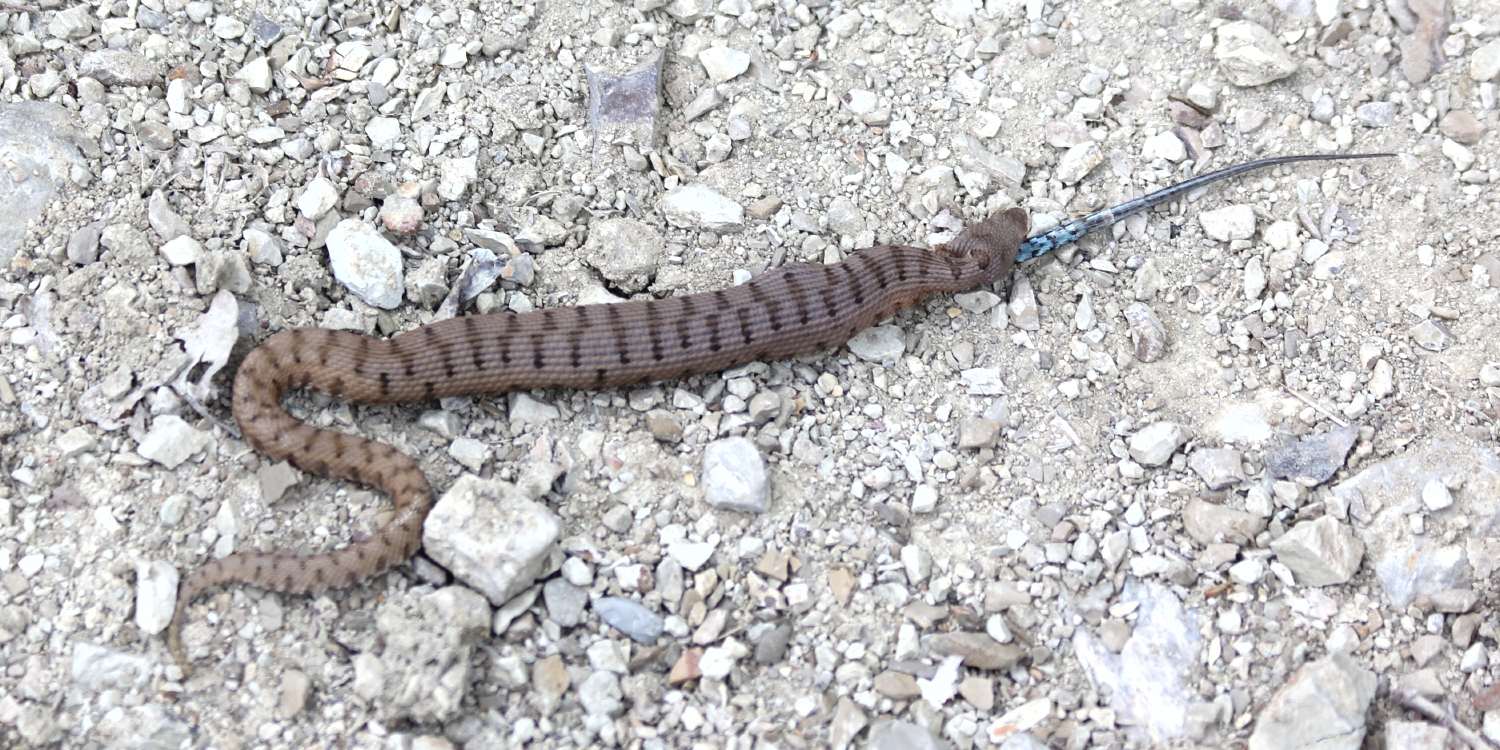
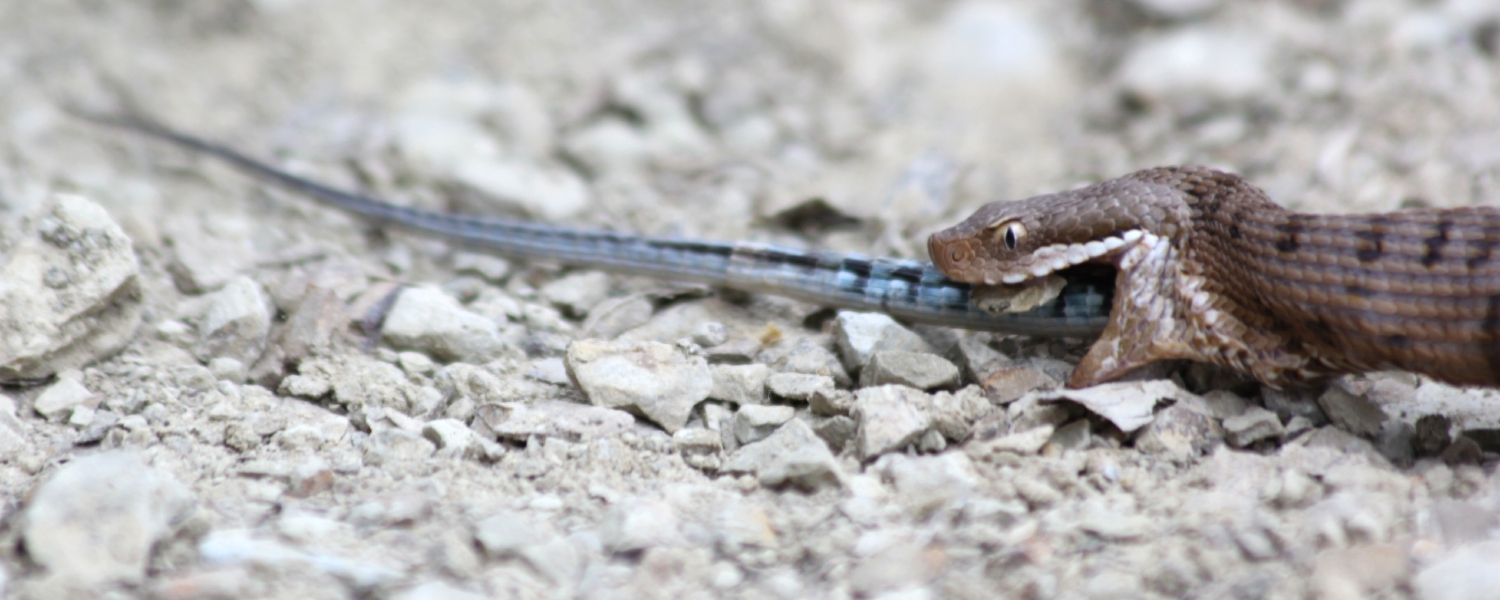